# Yves Loubet
Yves Loubet (Mostaganem, Algèria francesa, 31 d'octubre de 1958) va ser un pilot de ral·li francès que participà del Campionat d'Europa de Ral·lis i del Campionat Mundial de Ral·lis. Va ser guanyador del Campionat d'Europa de 1989 i és pare del pilot de ral·li Pierre Louis Loubet.

## Trajectòria
Loubet s'inicia al ral·li l'any 1976 amb un Opel Kadett al Campionat de França de Ral·lis. Debuta al Campionat Mundial al Tour de Còrsega de 1977. L'any 1985 seri el seu millor any al Campionat de França, acabant subcampió amb un Alfa Romeo Alfetta GTV6.
L'any 1989 guanya el Campionat d'Europa amb un Lancia Delta Integrale, imposant-se aquella temporada al Ral·li de Catalunya, entre d'altres proves del certamen europeu de 1989.
En la seva trajectòria mundialística ha estat pilot oficial de Lancia i entre els seus resultats més destacats cal remarcar dues segones posicions al Tour de Còrsega els anys 1987 i 1988 amb un Lancia Delta HF 4WD o un tercer lloc al Ral·li de Portugal de 1988 amb aquest mateix cotxe.
També ha disputat ral·li raid, guanyant el Ral·li dels Faraons en la categoria de cotxe l'any 2003.
També havia participat al Ral·li Dakar.

## Ral·li del Marroc
Organitza el Ral·li Històric del Marroc des de la seva primera edició el 2009.